# Metaliczność
Metaliczność – zawartość pierwiastków cięższych od helu (metali w rozumieniu astronomicznym) w gwieździe względem ich zawartości w Słońcu.

## Metaliczność
Miarą metaliczności jest logarytm ze stosunku względnych zawartości metali w danej gwieździe i Słońcu, oznaczany symbolem [m/H]. Najczęściej przyjmuje się podobną, prostszą miarę oznaczaną [Fe/H], opartą na zawartości żelaza:
{\displaystyle [\mathrm {Fe} /\mathrm {H} ]=\log \left({\frac {N_{\mathrm {Fe} }}{N_{\mathrm {H} }}}\right)_{G}-\log \left({\frac {N_{\mathrm {Fe} }}{N_{\mathrm {H} }}}\right)_{S}=\log \left({\frac {Z_{\mathrm {G} }}{Z_{\mathrm {S} }}}\right)}
gdzie:
{\displaystyle N_{\mathrm {Fe} }} – koncentracja żelaza
{\displaystyle N_{\mathrm {H} }} – koncentracja wodoru
{\displaystyle Z_{\mathrm {G} }} – względna zawartość żelaza w stosunku do wodoru w gwieździe
{\displaystyle Z_{\mathrm {S} }} – zawartość żelaza w stosunku do wodoru dla Słońca, równa ~0,0177.
Koncentracja żelaza jest stosunkowo łatwa do wyznaczenia dzięki silnym liniom widmowym w zakresie widzialnym i obfitości tego pierwiastka. Współczynnik [m/H] jest równy [Fe/H], jeżeli względne zawartości metali są takie same w Słońcu i innych gwiazdach; założenie to jest spełnione dla większości gwiazd w dysku naszej Galaktyki, ale nie jest prawdziwe dla większości gwiazd z galaktycznego halo.

## Znaczenie
Dodatnie wartości odpowiadają gwiazdom o większej zawartości metali niż ma Słońce, ujemne – gwiazdom o mniejszej ich zawartości. Metaliczność pozwala rozróżniać populacje gwiazdowe ze względu na różną pierwotną zawartość metali w gwiazdach; na przykład Słońce jest gwiazdą I populacji, czyli stosunkowo niedawno powstałą. Do gwiazd o najmniejszej metaliczności należy np. HE0107-5240, o współczynniku [m/H] = −5,3 – reprezentuje ona najstarsze obiekty II populacji. Pierwsze gwiazdy we Wszechświecie prawdopodobnie niemal nie posiadały metali (pierwotna nukleosynteza wytworzyła niewielkie ilości cięższych pierwiastków, zanim zaczęły one powstawać w gwiazdach), co oznacza jeszcze mniejszą metaliczność; zalicza się je do (hipotetycznej) III populacji.
Obserwacje wskazują, że planety tworzą się częściej wokół gwiazd zawierających więcej metali. Większy stosunek [Fe/H] przyspiesza także wzrost protoplanet. Metaliczność gwiazdy rośnie naturalnie z jej wiekiem, z powodu spalania wodoru w gwieździe, ale niekiedy zjawisko migracji może doprowadzić do kolizji planety z gwiazdą, tym samym zaburzając zawartość pierwiastków.